# Reims métropole hockey
‌
Pour les articles homonymes, voir Phénix.
Le Reims métropole hockey est un club de hockey sur glace de la  métropole rémoise. Il remplace l'ancien club du Reims Champagne hockey liquidé le 4 juillet 2015. Le club ne change pas le nom de l'équipe qui se nomme toujours les Phénix de Reims.

## Historique

### Les Flammes Bleues
Après 13 saisons passées au plus haut échelon national et 2 titres de Champion de France remportés en 2000 et 2002, le Hockey Club de Reims, dirigée par l'emblématique président Charles Marcelle, est mis en liquidation judiciaire par le TGI de Reims le 2 juillet 2002.

### Reims Champagne hockey
Dès la mise en liquidation une nouvelle structure se met en place, le Reims Champagne hockey.
La nouvelle équipe dirigeante du Reims Champagne Hockey a décidé de se passer des anciennes « gloires » du Hockey rémois, notamment de Christophe Marcelle, qui s'est proposé de sortir de sa retraite sportive, et de Miikka Rousu.
Le Reims Champagne hockey est liquidé le 4 juillet 2015 à la suite de difficultés financières importantes et de la disparition de la patinoire de Reims. Sans patinoire et sans possibilité de renflouer les caisses, le club est dissout. Rapidement et à l'initiative de Laurent Hutasse, un nouveau club est créé, le Reims Métropole hockey. Il se porte garant des équipes jeunes et tente de relancer une équipe en Division 3.

### De 2016 à 2020, la D3
Après une tentative infructueuse d'aligner une équipe en Division 3 pour la saison 2015-2016, le RMH recrute suffisamment de joueurs pour qu'une équipe senior soit engagée en Championnat de France. Composée d'anciens jeunes formés au club évoluant en Loisirs ou de joueurs du cru, l'équipe joue sa première saison dans la poule C de Division 3.

### Montée en D2
À l'issue de la saison 2019-2020, définitivement arrêtée le 16 mars 2020 en raison de la pandémie de coronavirus, le club de Reims - qui était leader de la Division 3 - accède en Division 2, après validation du dossier de promotion par la FFHG.

## Joueurs

### Effectif actuel
| No    | Nom                     | Nat. | Position       | Arrivée                                |
| ----- | ----------------------- | ---- | -------------- | -------------------------------------- |
| +023, | Thomas Canniaux         |      | Gardien de but | Formé au club                          |
| +035, | Romain Watelet          |      | Gardien de but | 2016 - Loisirs                         |
| +041, | Tom Charton             |      | Gardien de but | 2020 - Waterloo Maroons                |
| +016, | Tom Leroy               |      | Défenseur      | 2016 - Loisirs                         |
| +021, | Tristant Lohou          |      | Défenseur      | 2020 - Gaulois de Châlons-en-Champagne |
| +024, | Cyril David             |      | Défenseur      | 2019 - sans club                       |
| +061, | Jonathan Lafrance – A   |      | Défenseur      | 2018 - Corsaires de Dunkerque          |
| +079, | Celian Vauthier         |      | Défenseur      | Formé au club                          |
| +089, | Armand Coustenoble      |      | Défenseur      | 2019 - sans club                       |
| +094, | Antoine Detante         |      | Défenseur      | Formé au club                          |
| +095, | Pierre Lathuillière – A |      | Défenseur      | 2016 - Bouquetins de Val-Vanoise       |
| +009, | Brendan Martial         |      | Attaquant      | 2019 - Corsaires de Dunkerque          |
| +013, | Thomas Ducloy           |      | Attaquant      | Formé au club                          |
| +014, | Jakub Bernad            |      | Attaquant      | 2018 - Diables rouges de Valenciennes  |
| +018, | Gaël Jeanbourquin – C   |      | Attaquant      | 2016 - sans club                       |
| +020, | Victor Segers           |      | Attaquant      | Formé au club                          |
| +023, | Maxime Scharre          |      | Attaquant      | 2021 - Corsaires de Dunkerque U20      |
| +026, | Quentin Dewolf          |      | Attaquant      | 2020 - Corsaires de Dunkerque          |
| +027, | Thybaud Rouillard       |      | Ailier         | 2020 - Gaulois de Châlons-en-Champagne |
| +029, | Nick Gravina            |      | Attaquant      | 2021 - Spartans de Castleton           |
| +040, | Aymeric Michaux         |      | Attaquant      | Formé au club                          |
| +046, | Jakub Matejka           |      | Centre         | 2019 - Gaulois de Châlons-en-Champagne |
| +057, | Vivien Schweitzer       |      | Attaquant      | 2018 - sans club                       |
| +088, | Carl Månsson            |      | Ailier         | 2022 - Virserums SGF                   |

### Maillots retirés

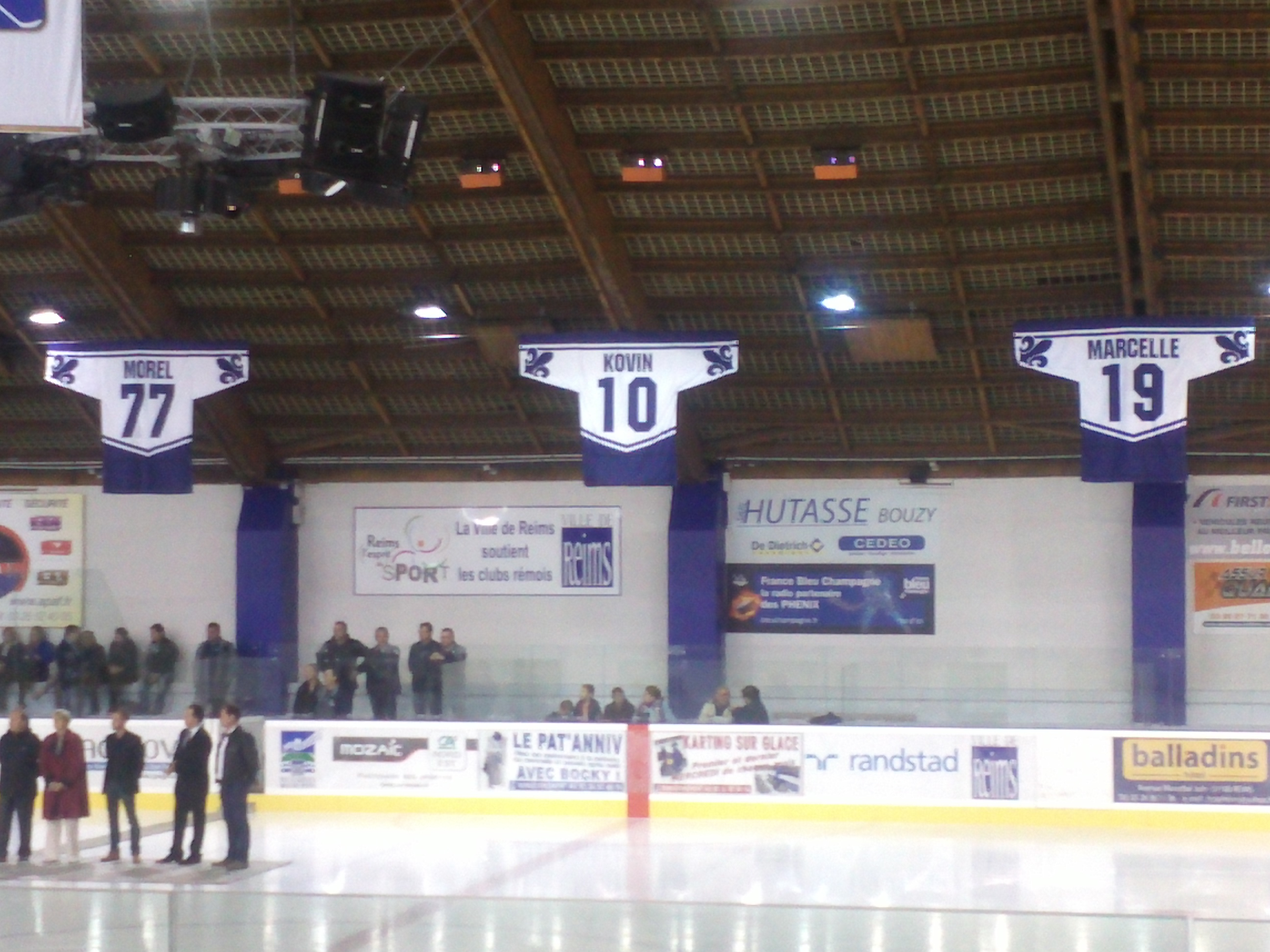
Cérémonie du retrait des numéros de maillot.

L'équipe conserve les actions faites par l'ancienne structure ; de fait les numéros 8, 10, 19 et 77 sont toujours retirés :
- No 8 - Arnaud Briand
- No 10 - Vladimir Kovin et Anthony Mortas
- No 19 - Christophe Marcelle
- No 77 - Damien Morel